# لوفاکس
لوفاکس (انگلیسی: Lufax) شرکت نرم‌افزار چینی است، که در سال ۲۰۱۱ تأسیس شد.